# Баден-Баденський театр
48°45′35″ пн. ш. 8°14′16″ сх. д. / 48.7597° пн. ш. 8.23788° сх. д.
Баден -Баденський театр (нім. Theater Baden-Baden) — муніципальний театр міста Баден-Баден, Німеччина.

## Історія
За ініціативою тодішнього орендаря казино Едуарда Беназе театр побудовано в 1862 році Шарлем Куто з елементами класицизму зовні та у стилі французького рококо всередині.
Спеціально до відкриття в серпні 1862 року Гектор Берліоз створив оперу «Беатріче і Бенедикт» за мотивами «Багато галасу з нічого» Шекспіра. 
У 1869 році Жак Оффенбах диригував тут прем'єрою своєї оперети «Требізондська принцеса».
З 1918 року в театрі діє постійний акторський склад. 
Репертуар програми містить, насамперед, твори Вільяма Шекспіра, Генріха фон Кляйста, сучасну класику та франкомовні гастролі. 
Опери та інші твори музичного театру також ставляться в рамках гастролей та співпраці.
На початку 1990-х років театр повністю реконструйований і оснащений сучасною технікою.
У 2005 і 2019 рр. Театр Баден-Бадена приймав «Дні театру Баден-Вюртемберга».
Театр є одним із майданчиків «New Pop Festival». 
Приміщення та фойє, можна орендувати для проведення весіль та інших заходів.